# 道の駅七城メロンドーム
道の駅七城メロンドーム（みちのえき しちじょうメロンドーム）は、熊本県菊池市にある国道325号の道の駅である。

## 概要
特産品であるメロンをモチーフにした建物が特徴である。1995年4月29日に特産品センターとしてオープンした。

## 施設
- 駐車場
  - 普通車：230台
  - 大型車：3台
  - 身障者用：2台
- トイレ
  - 男：大 5器（2器）、小 10器（6器）
  - 女：10器（6器）
  - 身障者用：3器（2器）

※（）内は、24時間利用可能
- 公衆電話
- フードコーナー（10:00 - 16:00）
- 物産館「メロンドーム」（9：00 - 18：00）
- 観光案内所

## 休館日
- 1月1日 - 1月3日

## アクセス
- 国道325号 - 登録路線
  - 国道443号重複

## 周辺
- 迫間川
- 七城温泉ドーム
- 鴨川河畔公園
- 七城総合支所